# Neoempheria pilosa
Neoempheria pilosa är en tvåvingeart som beskrevs av Edwards 1940. Neoempheria pilosa ingår i släktet Neoempheria och familjen svampmyggor. Inga underarter finns listade i Catalogue of Life.